# Afterglow (canção de Taylor Swift)
"Afterglow" é uma canção da cantora e compositora norte-americana Taylor Swift, gravada para o seu sétimo álbum de estúdio, Lover (2019), lançado em 23 de agosto de 2019 através da Republic Records. Foi escrita pela própria artista em conjunto com Joel Little, com produção assinada por Swift, Frank Dukes e Louis Bell. Destaca por sua profundidade emocional e tom reflexivo, com elementos dos gêneros synthpop e power pop, "Afterglow" é uma canção que expressa a culpa da narradora em cometer erros em um relacionamento amoroso e de estar disposta a reparar os danos, expondo as vulnerabilidades e dores inerentes aos relacionamentos íntimos.
"Afterglow" recebeu críticas positivas da mídia especializada, que elogiaram sua produção, com muitos escolhendo-o como um dos destaques do álbum. "Afterglow" alcançou a posição de número setenta e cinco na Billboard Hot 100. Em 27 de agosto de 2023, Swift performou "Afterglow" como uma "música surpresa" para o show da Cidade do México durante sua sexta turnê mundial The Eras Tour.

## Antecedentes
Swift lançou seu sétimo álbum de estúdio Lover em 23 de agosto de 2019. A artista concebeu Lover a partir de um "lugar aberto, livre, romântico e caprichoso" de seu íntimo; ela acrescentou que o álbum parecia-lhe  "esteticamente muito diurno", enquanto seu antecessor, Reputation (2017), soava com "toda a paisagem urbana, escurecido". Swift afirmou que tentou "não fazer o álbum com nenhuma expectativa"; ela começou a "escrever tanto" que "sabia imediatamente que [Lover] provavelmente seria mais longo" do que seus outros discos de estúdio. “Afterglow” foi escrita e produzida por Swift, Louis Bell e Frank Dukes. Os três também escreveram as faixas “I Forgot That You Existed”, “It's Nice to Have a Friend” e “All of the Girls You Loved Before”.
No vídeo musical de "Me!", Swift deu dicas sobre a faixa quando uma mão toca as palavras "after" e "glow" em um jogo de tabuleiro Scrabble, e a placa do jogo é intitulada “King of Hearts”, uma referência a faixa “King of My Heart”, de seu sexto álbum de estúdio Reputation.

## Estrutura musical e conteúdo lírico
"Afterglow" é uma faixa derivada dos gêneros synthpop e power pop, com uma melodia lenta que consiste em baixo lento e vocais em falsete de Swift. Liricamente, "Afterglow" é uma canção introspectiva que explora temas de arrependimento e reconciliação dentro de um relacionamento através de uma narrativa pessoal, onde a artista descreve a experiência de reconhecer os seus próprios erros e o desejo de reparar o dano causado à pessoa amada. A letra é um pedido de desculpas sincero, onde Swift admite ter "aumentado as coisas fora de proporção" e ter causado sofrimento sem intenção, como detalhado no refrão: "Ei, sou eu, em minha cabeça / Eu sou quem nos queimou / Mas não foi isso que eu quis / Desculpe por te machucar". O título da faixa significa a aspiração por uma reconciliação serena e afetuosa após o desacordo de uma discussão, refletindo um anseio por encontrar conforto e compreensão no rescaldo de um desentendimento, como na ponte: Me diga que você ainda é meu / Me diga que ficaremos bem / Mesmo quando eu perder a cabeça" e "Me diga que não é culpa minha / Me diga que eu sou tudo o que você quer / Mesmo quando eu quebro o seu coração".

## Performances ao vivo
Taylor performou “Afterglow” pela primeira vez durante a sua atual sexta turnê “The Eras Tour” (2023-2024) como uma "música surpresa" durante o concerto no dia 27 de agosto de 2023, na Cidade do México. 

«Bem-vindo à seção acústica! Então isto é algo que comecei a fazer na 'The Eras Tour' porque queria me desafiar a tentar tocar músicas que nunca toquei, ou que não costumo tocar (...). Esta é uma música que nunca toquei ao vivo até este concerto»— Taylor Swift